# Kuliai
Kuliai is een plaats in de gemeente Plungė in het Litouwse district Telšiai. De plaats telt 704 inwoners (2001).